# Авеста (община)
Вижте пояснителната страница за други значения на Авеста.
Авеста (на шведски: Avesta kommun) е община разположена в лен Даларна, централна Швеция с обща площ 673 km2 и население 21 582 души (към 31 декември 2013). Административен център е град Авеста.